# Lago Sírio
O Lago Sírio é um lago de Itália localizado na região de Piemonte, Província de Turim, confinando com Ivrea e Chiaverano.
Junto ao lago localiza-se a Società Canottieri Sirio, associação fundada em 1887, promovendo actividades desportivas, recreativas e culturais.